# Bernard Thomas Tréhouart
Pour les articles homonymes, voir Tréhouart.
Bernard Thomas Tréhouart de Beaulieu, né le 14 janvier 1754 à Saint-Malo et mort le 12 novembre 1804 à Epiniac, fut député d'Ille-et-Vilaine à la Convention nationale et maire de Saint-Malo. 

## Biographie
Bernard Thomas Tréhouart est le fils de Pierre Bernard Tréhouart, seigneur de Beaulieu, officier de marine, et de Jeanne Françoise Bréville. Il est le père de l'amiral François Thomas Tréhouart.
Armateur à Saint-Malo, il perd dans une expédition presque toute sa fortune. La Révolution française arrive, ce qui lui procure les moyens de rétablir sa situation compromise. Il devient maire de Saint-Malo du 22 décembre 1791 au 6 mai 1793 et commandant de la garde nationale de cette ville. Lors des élections à la Convention, il est nommé député suppléant d'Ille-et-Vilaine et va prendre la place de Jean-Denis Lanjuinais, le 4 août 1793. Il est presque tout le temps employé en mission. À la fin de la session, il prend du service dans la marine.

## Source
- « Bernard Thomas Tréhouart », dans Adolphe Robert et Gaston Cougny, Dictionnaire des parlementaires français, Edgar Bourloton, 1889-1891 [détail de l’édition]